# 김상로
김상로(金尙魯, 1702년 1월 3일 ~ 1766년 12월 29일)는 조선 후기의 문신이다. 당파로는 노론 벽파였다. 자는 경일(景一). 호 하계(霞溪)·만하(晩霞). 시호는 익헌(翼獻). 본관은 청풍이다. 대제학 증 의정부좌찬성 김유의 아들이며 좌의정을 지낸 김약로(金若魯)의 동생이다. 영의정 김재로는 그의 사촌형제였다. 당색으로는 서인이었으며 노론 벽파의 지도자였다. 1748년(영조 24) 병조판서가 된 뒤, 이조·호조 판서를 거쳐 1752년에 우의정, 1754년 좌의정, 1759년 영의정을 지냈다.
홍계희·김귀주 등과 사도세자의 공격에 앞장섰고, 1762년 사도세자(思悼世子)의 처벌을 강력히 주장하여 성사시켰다. 뒤에 청주에 부처(付處)되었고, 곧 풀려나와 봉조하(奉朝賀)가 되었다. 사후 정조 즉위 후 관작이 추탈되었다가 고종 때 복관되었다. 독립운동가 겸 정치인 우사 김규식의 6대 방조에 해당된다.

## 생애
1702년 한성부에서 김유(金楺)의 아들로 태어났다. 공조정랑 극형(克亨)의 증손으로, 할아버지는 전라도관찰사 징(澄)이고, 아버지 김유는 대제학을 지냈다. 어머니는 송박(宋搏)의 딸이다. 숙부는 우의정 김구이고, 좌의정을 지낸 김약로(金若魯)는 그의 형이다.
1721년(경종 1) 진사시에 합격하여 진사가 되었고, 1734년(영조 10) 정시문과에 병과로 급제하였다. 그해 예문관검열이 되고, 곧 사헌부지평이 되었다. 바로 한림(翰林) 출신이라하여 6품직에 승진하였다. 응교를 거쳐 1736년 사간원정언, 교리를 역임하였으며, 그 후 사간원과 사헌부의 여러 벼슬을 지내고 암행어사로 다녀오기도 했다. 1739년 경기도 양정어사(良丁御史)를 다녀왔다가 돌아와 부교리가 되었다. 이어 사간원헌납을 거쳐 이조좌랑이 되고, 1740년 도청부사과(都廳副司果)가 되었다가 당상관으로 승진, 사간원대사간·승정원승지 등을 지냈다.
참판을 거쳐 1742년 강원도관찰사로 나갔다가 기근에 허덕이는 백성들을 구제할 것을 상소하였고, 선정을 베풀고 돌아왔다. 1743년 성균관대사성·부제학을 지내고 1744년 승지가 되었다. 승지로 있을 때 무과(武科) 시험에 폐단이 많으니 엄격하게 시행할 것을 건의했다. 그 해 경상도관찰사로 부임하여 도내의 사태(沙汰)로 인하여 죽음을 당한 사람들을 구휼할 것을 상소하여 허락받고 백성들을 구휼하였다.
1745년 한성부우윤·사헌부대사헌·승정원도승지, 병조판서 등을 거쳐 1746년 예조참판, 예조판서가 되었다. 48년 공조판서가 되고, 병조판서가 된 뒤, 호조판서, 이조판서 등을 지내고 1749년 공조판서로 있으면서 탕평책 실시에 찬성했으며, 1750년 대사간 이존중의 탄핵을 받았으나 왕이 무마시켰다.
1750년에 겸지경연 세자우빈객이 되었으나 사도세자와 의견이 달라서 마찰을 빚었다. 52년에 의정부우의정에 발탁되었으나 1753년 파직되었다. 이후 곧 풀려나 1754년 좌의정을 거쳐 59년 영의정에 올랐다. 이때 말과 행동이 맞지 않은 사헌부 관리들은 교체시킬 것을 건의하였다. 또한 탕평책이 나왔을 때 최초에는 찬성하였으나, 홍계희·김귀주·문성국·홍인한 등과 함께 사도세자를 공격하였고 세자의 비행을 영조에게 고하였다.
인재 발탁에도 힘써 1751년 개성유수 남태제(南泰齊)가 재주와 견식이 있고 마음가짐이 공평한 것을 알고 승격시킬 것을 천거하였다.
1759년 5월 영의정에 올랐으나 사퇴, 그러나 8월에 다시 영의정에 올랐으나 1개월만인 9월 사도세자의 장인 홍봉한(洪鳳漢)에게 자리를 물려주었다. 그러나 뒤에 다시 영의정이 되어 영조의 사도세자 처벌 논의에 가담했다. 이후 1762년 홍계희, 홍인한 등과 함께 사도세자의 처벌에 적극 참여하여 영조의 동조를 얻었으나, 후에 왕이 이를 후회하자 세자를 보도하는 사부이자 정승으로서 역할을 게을리했다는 탄핵을 받고 청주에 부처되었다가 곧 특명으로 풀려났다. 이후 봉조하(奉朝賀)가 되었다. 시호는 익헌(翼獻)이다.
경기도 화성군 우정면 멱우리(화성시 우정읍 멱우리)에 매장되었다. 죽은 후 1776년 정조가 즉위하면서 영조와 사도세자를 이간질하여 세자를 죽이게 했다 하여 관작을 추탈당하고, 그의 네 아들과 형제의 아들들도 모두 파직 후 유배당했다. 그 후 조선 고종 때 신원, 복권되었다.

## 기타
영조는 손자 정조에게 남긴 금등에서 '너의 아비를 죽이게 한 것은 아무래도 김상로다. 그자야 말로 바로 너의 원수다'라고 지목했다. 1776년 정조 즉위 후 이병모 등으로부터 탄핵당하였고, 이후 탄핵상소가 빗발치자 김상로는 삭탈관직 되고 그의 아들 네 명과 조카들은 파직당하고 유배당했으며 금고령에 처해졌다. 고종 때에 가서 복권되었다.
한편 사도세자의 처벌에 가담하지 않았고 노론 벽파에서 노론 청명당으로 전향한 김재로의 후손들은 정조 때에 불이익을 받지 않고 관직에 머무를 수 있었다. 김상로는 사후 경기도 화성시 우정읍 조암리 쌍봉산(쌍고백산)에 묻혔으나 비석이나 석물도 없다가 1920년 그의 7대손 김진한(金鎭漢)이 묘비문을 짓고 비석을 세웠다. 현재는 비석은 없고 무덤 봉분을 두른 호석만이 있다. 그의 묘소가 초라했던 원인으로는 정조가 즉위하면 묘가 훼손될 것을 염려하여 일부러 석물을 조성하지 않았다는 설과, 원래는 석물이 갖추어져 있었으나 정조 즉위 후 왕명으로 모두 철거했다는 전설이 전한다.
일설에 의하면 원래 그의 묘는 경기도 과천에 있었으나 뒤에 친형 김취로의 묘소 옆으로 이장한 것이라고 한다. 정조가 아버지 사도세자의 묘가 있는 화성군 수원에 참배를 위해 능행 길을 나설 때 그의 묘 앞을 지나게 되는데, 생전에 영조에게 사도세자의 처벌을 적극 주장해 결국 사도세자를 죽음으로 몰고간 장본인인 김상로의 묘 앞을 지나는 것을 심히 불쾌하게 여긴 정조는 능행 길을 다른 길로 바꿨다는 것이다. 정조는 능행길 길목에 그의 형 김약로의 묘소가 있자 이를 불쾌하게 여겨 길을 바꿔서 간 일이 있다.

## 가족
- 조부 : 전라도관찰사 김징(金澄, 1623년 ~ 1676년)
  - 아버지 : 대제학, 증 의정부좌찬성 김유(金楺, 1653년 ~ 1719년)
    - 형님 : 이조판서 김취로(金取魯)
    - 형님 : 좌의정 김약로(金若魯, 1694년 ~ 1753년)
    - 부인 : 정경부인 가림조씨(嘉林趙氏)
      - 아들 : 김치양(金致讓)
      - 아들 : 김치영(金致永)

  - 백부 : 우의정 김구(金構, 1649년 ~ 1704년)
    - 사촌 : 영의정 김재로(金在魯, 1682년 ~ 1759년
      - 당질 : 김치인(金致仁, 1716년 ~ 1790년)

    - 사촌 : 김희로(金希魯, 호조참판)
      - 당질 : 김치만(金致萬, 세자익위사시적)
        - 재종손 : 김종수(金鍾秀)
        - 재종손 : 김종후(金鍾厚), 학자

  - 삼촌 : 김무(金楙, 1655년 ~ 1720년)
    - 사촌 : 현감 김익로, 김규식의 6대조

  - 장인 : 지중추부사 조정만(趙正萬, 1655년 ~ 1739년 4월 13일[1])
  - 장모 : 풍산홍씨(豊山洪氏, 참의(參議) 홍주국(洪柱國)의 딸)
  - 장모 : 전주이씨(全州李氏, 서령(署令 이진명(李晉命)의 딸)

## 같이 보기
- 노론
- 벽파
- 사도세자
- 시파
- 홍계희
- 정후겸
- 문성국
- 김재로
- 김치인
- 홍봉한
- 홍인한
- 조정만
- 금등
- 김종수
- 김규식